# Alfred Kern
Pour les articles homonymes, voir Kern.
Œuvres principales
- Le Jardin perdu (1950)
- Le Clown (1957)
- L’Amour profane (1959)
- Le Bonheur fragile (1960)
- Le viol (1964)

Alfred Kern (né à Hattingen, Allemagne, le 22 juillet 1919, et mort à Colmar le 12 septembre 2001) est un écrivain, romancier, poète, plasticien et photographe français.
La Bourse de traduction du Prix du Patrimoine Nathan Katz a été attribuée en 2006 à Jean-François Eynard pour ses traductions des poèmes en langue allemande d'Alfred Kern.

## Biographie
Il passe son enfance à Schiltigheim et Strasbourg. Il fait des études de philosophie, d’histoire et d’allemand. Il s’installe en 1947 à Paris où il enseigne l’allemand à l'École alsacienne, ainsi qu'au cours complémentaire de l'école Lucien Herr dans le 5e arrondissement. Il fréquente dans la capitale les plus grands noms de la littérature d'alors (Adamov, Ionesco, Sartre, etc.). Il est cofondateur de la revue  84 qui publie notamment un débutant nommé Samuel Beckett.
Il connaît le succès comme romancier avec Le Jardin perdu (Prix Fénéon 1950), Le Clown (Prix Charles Veillon 1957), L’Amour profane (Prix Maurice Betz 1959), Le Bonheur fragile (Prix Renaudot 1960) ou encore Le Viol (1964) qui retrace un été tragique dans une ferme au-dessus de Munster, avant de se tourner vers la photographie, la création plastique et la poésie (Gel & Feu, Le Point vif, le Carnet blanc, La Lumière de la terre).
Lecteur défricheur de littérature allemande chez Gallimard, il révéla des œuvres capitales de la littérature d’après-guerre, comme celle de Thomas Bernhard ou Mars (1980) de Fritz Zorn.
Dans les années 1980, il vit à Paris où il enseigne l'allemand en collège, notamment au collège Alphonse Daudet, dans le XIVe arrondissement.
Il a passé les dernières années de sa vie dans une maison du Haslach, au-dessus de Munster, qui appartenait auparavant à Émile Allais, champion de ski alpin.
Alfred Kern est mort à Colmar en 2001, laissant une masse considérable d’inédits, conservés pour l’essentiel aux Archives départementales du Haut-Rhin.

## Œuvres

### Romans
- Le Jardin perdu, Les Éditions de Minuit, Paris, 1950. Prix Fénéon
- Les voleurs de cendres, Les Éditions de Minuit, Paris, 1951.
- Le Mystère de Sainte Dorothée, Gallimard, Paris, 1952.
- Le Clown, Gallimard, Paris, 1957. Prix Charles Veillon 1958
- L'Amour profane, Gallimard, Paris, 1959. Prix Maurice Betz
- Le Bonheur fragile, Gallimard, Paris, 1960. Prix Renaudot
- La dernière nuit, Gallimard, Paris, 1963.
- Le Viol, Gallimard, Paris, 1964.

### Poésie
- Gel et feu, Arfuyen, Paris-Orbey, 1989.
- Le point vif, Arfuyen, Paris-Orbey, 1991.
- Le Carnet blanc, Arfuyen, Paris-Orbey, 2002.
- La Lumière de la terre, Arfuyen, Paris-Orbey, 2007, traduit de l'allemand par Jean-François Eynard, Prix du Patrimoine Nathan Katz.

## Expositions
- Espaces, Strasbourg, 1978.
- L'Éclat et la Transparence, Bischenberg, Obernai, 1984.
- La Lumière des Textes, Sélestat, Strasbourg, 1985
- L'Écrivain, artisan du langage, Bibliothèque humaniste de Sélestat (1984), Centre G. Pompidou à Paris (1987).
- Le Jardin des Délices, Colmar, 1987.
- Le Martyre de saint Sébastien, Strasbourg, 1991.